# Ministère de l'Agriculture et de l'Alimentation (Norvège)
Pour les articles homonymes, voir Ministère de l'Agriculture et de l'Alimentation.
Le ministère royal norvégien de l'Agriculture et de l'Alimentation - abrégé LMD - (en norvégien bokmål et nynorsk Landbruks- og matdepartementet) est le ministère de l'Agriculture du gouvernement du Royaume de Norvège. 
Il est chargé de la politique alimentaire et agricole, de la production à la consommation. Le budget du ministère était, en 2012, de 16,5 milliards de couronnes norvégiennes (soit 2 milliards d'euro).

## Organisation
Il emploie environ 155 personnes.

## Liste des ministres de l'Agriculture

### Jusqu'en 1945
| Nom                                 | Période   | Parti                   | Gouvernement  |
| ----------------------------------- | --------- | ----------------------- | ------------- |
| Ole Anton Qvam                      | 1900      | Venstre                 | Steen II      |
| Wollert Konow (en)                  | 1900-1903 | Venstre                 | Steen II      |
| Gunnar Knudsen                      | 1903      | Venstre                 | Blehr I       |
| Christian Pierre Mathiesen (en)     | 1903-1904 | Parti conservateur      | Hagerup II    |
| Johan E. Mellbye                    | 1904-1905 | Parti conservateur      | Hagerup II    |
| Aasmund Halvorsen Vinje (en)        | 1905-1906 | Parti libéral modéré    | Michelsen     |
| Sven Aarrestad (en)                 | 1906-1908 | Venstre                 | Michelsen     |
| Hans Konrad Foosnæs (en)            | 1908-1910 | Venstre                 | Knudsen I     |
| Wollert Konow (en)                  | 1910      | Parti libéral de gauche | Konow         |
| Bernt Holtsmark (en)                | 1910-1912 | Parti libéral de gauche | Konow         |
| Erik Enge                           | 1912-1913 | Parti libéral de gauche | Bratlie       |
| Gunnar Knudsen                      | 1913-1919 | Venstre                 | Knudsen II    |
| Håkon Five                          | 1919-1920 | Venstre                 | Knudsen II    |
| Gunder Anton Johannesen Jahren (en) | 1920-1921 | Parti conservateur      | Halvorsen I   |
| Martin Olsen Nalum (en)             | 1921      | Venstre                 | Blehr II      |
| Håkon Five                          | 1921-1923 | Venstre                 | Blehr II      |
| Anders Venger (en)                  | 1923-1924 | Parti conservateur      | Halvorsen II  |
| Håkon Five                          | 1924-1926 | Venstre                 | Mowinckel I   |
| Ole Bærøe (en)                      | 1926-1928 | Parti conservateur      | Lykke         |
| Johan Nygaardsvold                  | 1928      | Parti travailliste      | Hornsrud      |
| Hans Jørgensen Aarstad (en)         | 1928-1931 | Venstre                 | Mowinckel II  |
| Jon Sundby                          | 1931-1932 | Parti des paysans       | Kolstad       |
| Ivar Kirkeby-Garstad                | 1932      | Parti des paysans       | Kolstad       |
| Jens Hundseid                       | 1932-1933 | Parti des paysans       | Hundseid      |
| Håkon Five                          | 1933-1935 | Venstre                 | Mowinckel III |
| Hans Ystgaard (en)                  | 1935-1945 | Parti travailliste      | Nygaardsvold  |
| Paul Hartmann (no)                  | 1945      | —                       | Nygaardsvold  |

### Sous l'occupation allemande (1940-1945)
| Nom                          | Période   | Parti            | Gouvernement                     |
| ---------------------------- | --------- | ---------------- | -------------------------------- |
| Tormod Hustad                | 1940      | Nasjonal Samling | Quisling I                       |
| Rasmus Mork (en)             | 1940      | —                | Administrasjonsrådet             |
| Thorstein Fretheim           | 1940-1945 | Nasjonal Samling | Commission Terboven, Quisling II |
| Trygve Dehli Laurantzon (en) | 1945      | Nasjonal Samling | Quisling II                      |

### Depuis 1945
| Nom                         | Période     | Parti                    | Gouvernement   |
| --------------------------- | ----------- | ------------------------ | -------------- |
| Einar Frogner (en)          | 1945        | Parti des paysans        | Gerhardsen I   |
| Kristian Fjeld (en)         | 1945-1951   | Parti travailliste       | Gerhardsen II  |
| Olav Oksvik (en)            | 1947-1948   | Parti travailliste       | Gerhardsen II  |
| Rasmus Nordbø (en)          | 1951-1955   | Parti travailliste       | Torp           |
| Olav Meisdalshagen (en)     | 1955-1956   | Parti travailliste       | Gerhardsen III |
| Harald Løbak (en)           | 1956-1960   | Parti travailliste       | Gerhardsen III |
| Einar Wøhni (en)            | 1960-1963   | Parti travailliste       | Gerhardsen III |
| Hans Borgen (en)            | 1963        | Parti du centre          | Lyng           |
| Leif Granli                 | 1963-1965   | Parti travailliste       | Gerhardsen IV  |
| Bjarne Lyngstad (en)        | 1965-1970   | Venstre                  | Borten         |
| Hallvard Eika (en)          | 1970-1971   | Venstre                  | Borten         |
| Thorstein Treholt (en)      | 1971-1972   | Parti travailliste       | Bratteli I     |
| Einar Moxnes (en)           | 1972-1973   | Parti du centre          | Korvald        |
| Thorstein Treholt (en)      | 1973-1976   | Parti travailliste       | Bratteli II    |
| Oskar Øksnes (en)           | 1976-1981   | Parti travailliste       | Nordli         |
| Johan C. Løken (en)         | 1981-1983   | Parti conservateur       | Willoch        |
| Finn T. Isaksen (en)        | 1983-1985   | Parti du centre          | Willoch        |
| Svein Sundsbø (en)          | 1985-1986   | Parti du centre          | Willoch        |
| Gunhild Øyangen (en)        | 1986-1989   | Parti travailliste       | Brundtland II  |
| Anne Vik (en)               | 1989-1990   | Parti du centre          | Syse           |
| Gunhild Øyangen (en)        | 1990-1996   | Parti travailliste       | Brundtland III |
| Dag Terje Andersen          | 1996-1997   | Parti travailliste       | Jagland        |
| Kåre Gjønnes (en)           | 1997-2000   | Parti populaire chrétien | Bondevik I     |
| Bjarne Håkon Hanssen (en)   | 2000-2001   | Parti travailliste       | Stoltenberg I  |
| Lars Sponheim               | 2001-2005   | Venstre                  | Bondevik II    |
| Terje Riis-Johansen (en)    | 2005-2008   | Parti du centre          | Stoltenberg II |
| Lars Peder Brekk            | 2008-2012   | Parti du centre          | Stoltenberg II |
| Trygve Slagsvold Vedum (en) | 2012-2013   | Parti du centre          | Stoltenberg II |
| Sylvi Listhaug              | 2013-2015   | Parti du progrès         | Solberg        |
| Jon Georg Dale (en)         | 2015-2018   | Parti du progrès         | Solberg        |
| Bård Hoksrud                | 2018-2019   | Parti du progrès         | Solberg        |
| Olaug Bollestad             | 2019-2021   | Parti populaire chrétien | Solberg        |
| Sandra Borch                | depuis 2021 | Parti du centre          | Støre          |